# Kimberley Process
Il Kimberley Process (KPCS) è un accordo di certificazione volto a garantire che i profitti ricavati dal commercio di diamanti non vengano usati per finanziare guerre civili. L'accordo è stato messo a punto e approvato con lo sforzo congiunto dei governi di numerosi paesi, di multinazionali produttrici di diamanti, e della società civile.

## Storia

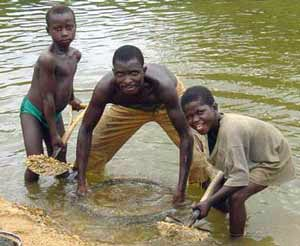
Cercatori di diamanti in Sierra Leone

L'accordo che porta alla nascita dello schema di certificazione KPCS ha origine nel maggio del 2000, con una conferenza a Kimberley, in Sudafrica, per discutere il legame problematico tra produzione di diamanti e conflitti nei paesi d'origine.
A luglio dello stesso anno, viene istituito ad Anversa il World Diamond Council per iniziativa della World Federation of Diamond Bourses e dell'International Diamond Manufacturers Association: in sintonia con i risultati emersi dalla Conferenza di Kimberley, il WDC si propone di sviluppare un sistema di controlli sulla trasparenza del mercato internazionale dei diamanti grezzi.
Nel dicembre del 2000 l'Assemblea Generale delle Nazioni Unite sollecita la creazione di uno schema che consenta di certificare la provenienza dei diamanti da esportatori che non finanzino guerre civili.
Tra il 4 e il 5 novembre del 2002, dopo numerosi incontri volti a definire i criteri generali e i requisiti minimi del processo, 37 stati firmano a Interlaken un accordo per l'attivazione di un sistema di certificazione nella circolazione dei diamanti grezzi; partecipano all'accordo anche il WDC e le multinazionali coinvolte nelle attività di estrazione, commercio e vendita, come la De Beers.

## Caratteristiche
I requisiti che uno stato deve soddisfare per poter partecipare allo schema di certificazione sono:
- che i diamanti provenienti dal paese non siano destinati a finanziare gruppi di ribelli o altre organizzazioni che mirano a rovesciare il governo riconosciuto dall'Organizzazione delle Nazioni Unite.
- che ogni diamante esportato sia accompagnato da un certificato che provi il rispetto dello schema del Kimberley Process
- che nessun diamante sia importato da, o esportato verso, un paese non membro del Kimberley Process.

I tre punti rappresentano una semplice descrizione dei requisiti essenziali per rientrare nella lista dei paesi membri, e sono finalizzati alla costituzione di una catena di paesi che trattino solo diamanti "puliti".
Nel 2004 la Repubblica del Congo è stata esclusa dall'accordo perché era di fatto incapace di garantire la provenienza dei suoi diamanti. Questo tipo di sanzione può essere particolarmente afflittiva per un paese economicamente dipendente dal commercio di diamanti, dal momento che lo esclude dagli scambi con il resto del mondo.
Nel dicembre del 2006 solo la Costa d'Avorio e la Liberia risultano ancora soggette a sanzioni erogate delle Nazioni Unite in materia di diamanti.

## Stati membri

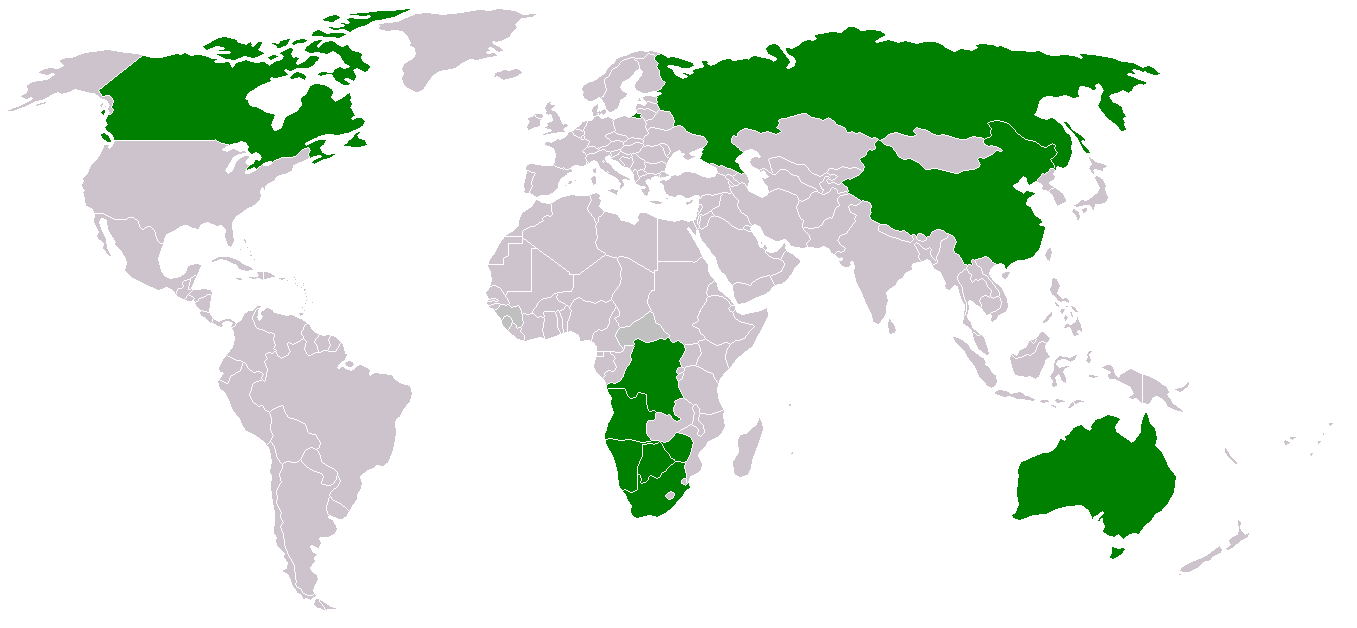
I 10 principali paesi estrattori di diamanti

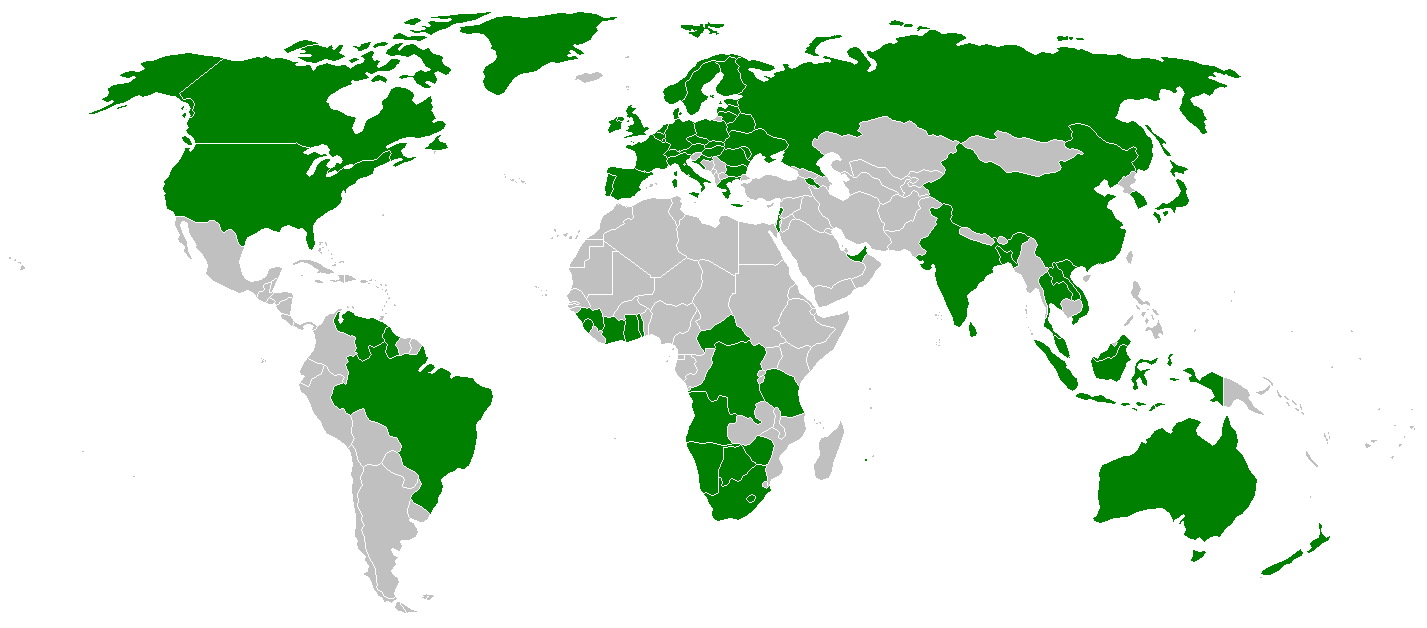
Paesi partecipanti al Kimberley Process Scheme

- Angola
- Armenia
- Australia
- Bangladesh
- Bielorussia
- Botswana
- Brasile
- Canada
- Cina
- Corea del Sud
- Costa d'Avorio
- Emirati Arabi Uniti
- Ghana
- Giappone
- Guinea
- Guyana
- India
- Indonesia
- Israele
- Italia
- Laos
- Lesotho
- Libano
- Malaysia
- Mauritius
- Namibia
- Norvegia
- Nuova Zelanda
- Repubblica Centrafricana
- Repubblica Democratica del Congo
- Russia
- Sierra Leone
- Singapore
- Sri Lanka
- Stati Uniti d'America
- Sudafrica
- Svizzera
- Tanzania
- Thailandia
- Togo
- Ucraina
- Unione europea
- Venezuela
- Vietnam
- Zimbabwe